# Deepolis

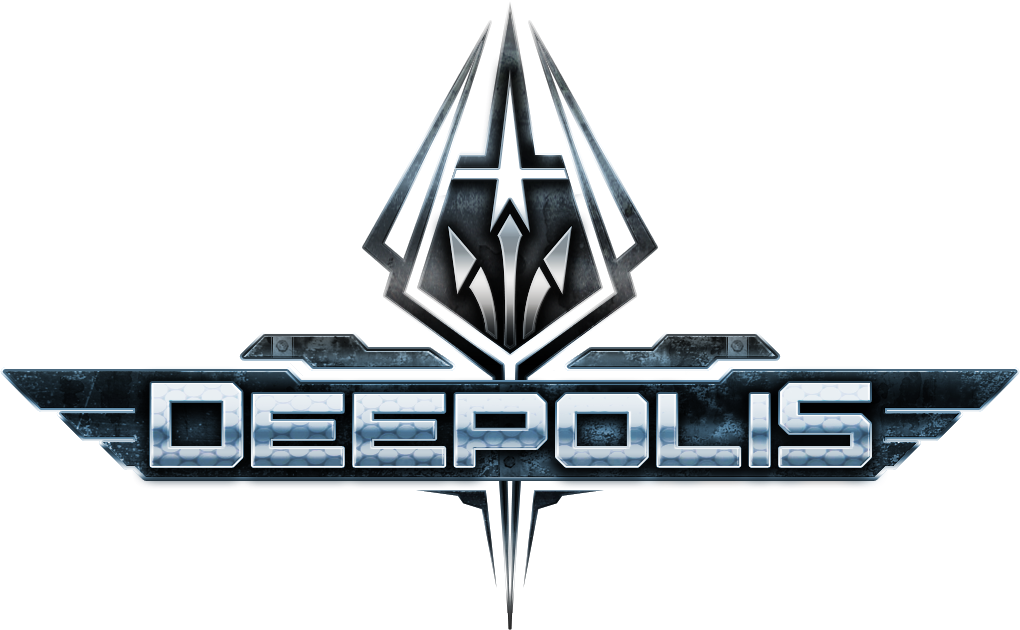
A logo do Deepolis

Deepolis  é um jogo online de browser em 3D da empresa Bigpoint. A data em que este jogo foi lançado foi em 17 de dezembro de 2008. O jogo está disponível em 20 línguas (a última teve início no último Novembro).
O jogo ganhou Red Dot Design Award (Design de Comunicação) 2009 na categoria de Jogos Digitais (artigo em alemão).
O Deepolis foi nomeado pelo German Developer Prize na categoria “O melhor jogo de Browser em 2009” (artigo Alemão) e pelo prêmio KGC 2009.

## Construção do Jogo
No Deepolis, pode-se jogar como jogador virtual sendo um almirante debaixo de água e o objetivo é matar (NPCs), outros jogadores e completar Missões. Como recompensa, recebem-se pontos de Experiência (EP) e passa-se para os níveis de jogo mais elevados. O jogador conduz o seu submarino num mundo debaixo de água a três dimensões. (Foi removida recentemente a opção de mergulho), agora o jogo é apenas em 2D.
Os jogadores podem formar clãs para combater com os NPCs ou com outros clãs. Mas como jogador individual pode-se também ter a capacidade de aumentar o nível no jogo também.
O objetivo principal no jogo é ganhar um evento especial chamado Batalha Jackpot (Jogadores Brasileiros são impedidos de disputar esse prêmio, pois a legislação brasileira impede a distribuição de dinheiro nessa categoria) com uma quantidade máxima de 10.000€ possíveis como o prêmio. Todos os jogadores incorporam uma competição de combate da batalha de Jackpot com outros jogadores em um mapa especial da batalha Jackpot. O Jogador pode receber os seus Euros Jackpot no jogo apanhando detritos. Se o jogador não juntar  todos os 10.000 Euros, começará a batalha Jackpot com os Euros Jackpot que tiver já na sua posse.
Para ganhar o valor do seu Jackpot é necessário ganhar de todos na batalha uma coisa que só os mais fortes conseguem,mas se quiserem ir lá para se divertir pode ir porque a reparação para qualquer nave é grátis e quem sabe ganhe experiência matando os outros?

## Custos
O jogo é livre, mas o jogador pode comprar submarinos, armas, equipamentos ou munições com “hélix“. 
O hélix é uma moeda corrente do jogo que o jogador pode comprar com a moeda corrente do seu país. O jogador pode também receber hélix por fazer missões especiais, NPCs afundados ou apanhando os destroços deles. Há uma segunda moeda corrente do jogo também, ele é chamado “Cel”. O jogador ganha por NPCs afundados e a coleta durante todo o mundo do jogo. No alto disso, o jogador pode oferecer o Cel na Licitação Virtual do jogo chamada de Bazar. Assim o jogador tem a possibilidade para obter artigos de 'elite' (equipamentos que só podem ser adquiridos em licitações ou com a compra de hélix) sem pagar por eles com moeda Hélix. Se o jogador quiser pagar menos pelo reparo secundário ou obter umas vantagens adicionais no jogo, pode comprar a conta Premium: por seis ou doze meses. Todos os jogadores podem também comprar pacotes extras no jogo.

## Tecnologia
O Cliente do Deepolis é baseado inteiramente no Adobe Flash. E como resultado, todos podem jogar livremente pelo navegador, sem downloads.